# The Longest EP
The Longest EP is een verzamelalbum van de Amerikaanse punkband NOFX, uitgegeven  op 17 augustus 2010 door Fat Wreck Chords. Het album bevat nummers die oorspronkelijk tussen 1987 en 2009 werden uitgebracht. Er staan ook enkele nummers op die eerder nooit zijn uitgebracht. The Longest EP wordt gezien als het "vervolg" op een verzamelalbum dat NOFX eerder in 2002 uitbracht, getiteld 45 or 46 Songs That Weren't Good Enough to Go on Our Other Records. De cover werd ontworpen door dezelfde persoon die de cover van The Longest Line ontwierp.

## Nummers
| Nr. | Titel                                              | Lengte |
| --- | -------------------------------------------------- | ------ |
| 1.  | "The Death of John Smith"                          | 3:51   |
| 2.  | "The Longest Line"                                 | 2:04   |
| 3.  | "Stranded"                                         | 2:09   |
| 4.  | "Remnants"                                         | 2:58   |
| 5.  | "Kill all the white man"                           | 2:48   |
| 6.  | "I Wanna be an alcoholic"                          | 0:31   |
| 7.  | "Perverted"                                        | 1:04   |
| 8.  | "My name is Bud"                                   | 0:51   |
| 9.  | "Hardcore 84"                                      | 1:56   |
| 10. | "War on errorism commercial"                       | 2:04   |
| 11. | "13 Stitches"                                      | 1:54   |
| 12. | "Glass war"                                        | 1:58   |
| 13. | "Jaw knee music"                                   | 2:31   |
| 14. | "Concerns of a GOP Neo-phyte"                      | 2:23   |
| 15. | "Golden Boys"                                      | 2:47   |
| 16. | "You're wrong"                                     | 2:06   |
| 17. | "Everything in moderation (especially moderation)" | 1:23   |
| 18. | "I'm going to hell for this one"                   | 1:53   |
| 19. | "I've become a cliché"                             | 3:13   |
| 20. | "Cokie the clown"                                  | 2:26   |
| 21. | "Straight outta Massachusetts"                     | 1:16   |
| 22. | "Fermented and flailing"                           | 2:40   |
| 23. | "Codependence day"                                 | 1:28   |
| 24. | "My orphan year"                                   | 2:58   |
| 25. | "S/M airlines"                                     | 4:30   |
| 26. | "Dueling retards"                                  | 0:47   |
| 27. | "On the rag"                                       | 1:53   |
| 28. | "A200 club"                                        | 2:02   |
| 29. | "Shut up already"                                  | 2:29   |
| 30. | "The punk song"                                    | 2:47   |

## Band
- Fat Mike - zang, bass
- Eric Melvin - gitaar, zang
- El Hefe - gitaar, zang (tracks 1-24)
- Erik Sandin - drums
- Dave Casillas - gitaar (tracks 25-30)